# Classe Gato
La classe Gato rappresenta una delle più grandi e importanti tra le classi di sommergibili statunitensi della seconda guerra mondiale.

## Storia
Nel 1940 la US Navy aveva ordinato ai propri cantieri la costruzione di sei di questi sommergibili, ma nell'imminenza dell'entrata in guerra degli Stati Uniti gli ordini furono portati ad un numero di settantasette battelli.
I sommergibili di questa classe avevano i due apparati propulsivi che, per migliorare la sicurezza, erano stati collocati in due zone separate; erano battelli concepiti per l'impiego oceanico a doppio scafo, di cui quello resistente era realizzato con acciaio che garantiva una quota operativa di 300 piedi.
La costruzione fu affidata ai cantieri Electric Boat Company, Portsmouth Navy Yard, e Mare Island Navy Yard.
Inizialmente i siluri Mark 14 da 533mm mostrarono problemi di malfunzionamento, rivelando diverse carenze tecniche: la tendenza a navigare troppo profondamente, quella di esplodere prematuramente, di descrivere traiettorie irregolari o circolari e fallire la detonazione nell'attimo dell'impatto. Nonostante questi problemi iniziali i sommergibili della classe Gato operarono intensamente nel Pacifico, ottenendo nel corso del conflitto numerosi ed importanti successi.
Nel dopoguerra i battelli sopravvissuti alla guerra furono in parte radiati e in parte trasformati e trasferiti in altre attività operative rimanendo in servizio per lungo tempo, aggiornati a vari standard chiamati GUPPY e basati sulle invenzioni tedesche della parte finale del conflitto. Alcune unità della classe dopo essere state messe in disarmo dalla US Navy sono diventate navi museali, mentre altre sono state cedute dagli USA a marine di nazioni amiche, tra cui la Marina Militare Italiana, dove hanno prestato servizio come classe Tazzoli.

## Battelli museo
Sei battelli della Classe Gato sono preservati come museo negli Stati Uniti:
- USS Cavalla al Seawolf Park presso Galveston nel Texas
- USS Cobia al Wisconsin Maritime Museum
- USS Drum presso il Battleship Memorial Park di Mobile in Alabama
- USS Cod a Cleveland nell'Ohio
- USS Croaker a Buffalo nello stato di New York
- USS Silversides a Muskegon nel Michigan

## Unità cedute ad altre marine
Gli Stati Uniti durante il conflitto avevano messo in atto uno sforzo bellico industriale tale che al termine delle ostilità si ritrovarono con numerose unità navali, tra le quali molti battelli, in posizione di riserva per motivi di esubero e la decisione delle autorità militari americane di intraprendere la strada della propulsione nucleare ne accrebbe ulteriormente la disponibilità, coinvolgendo anche classi di sommergibili costruiti nel dopoguerra, che per le esigenze americane erano ormai operativamente superati, ma per le nazioni aderenti al Patto Atlantico erano considerati molto convenienti.
Nell'ambito del Mutual Defense Assistance Program, alla Grecia sono stati ceduti i sommergibili USS Jack (SS-259) e USS Lapon (SS-260) ribattezzati rispettivamente Amfitriti e Poseidon, mentre alla Turchia i sommergibili USS Hammerhead (SS-364) e USS Guitarro (SS-363) ribattezzati tispettivamente TCG Cerbe e TCG Preveze.

## Galleria d'immagini

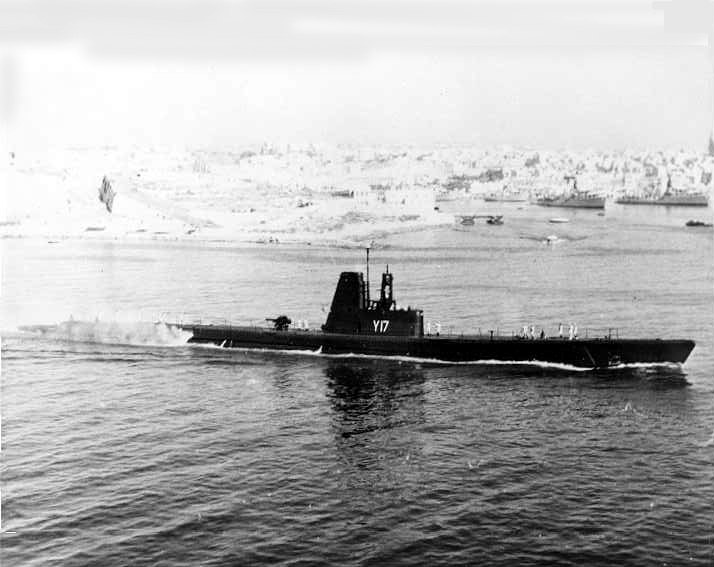
Il sommergibile greco Amfitriti ex USS Jack (SS-259)
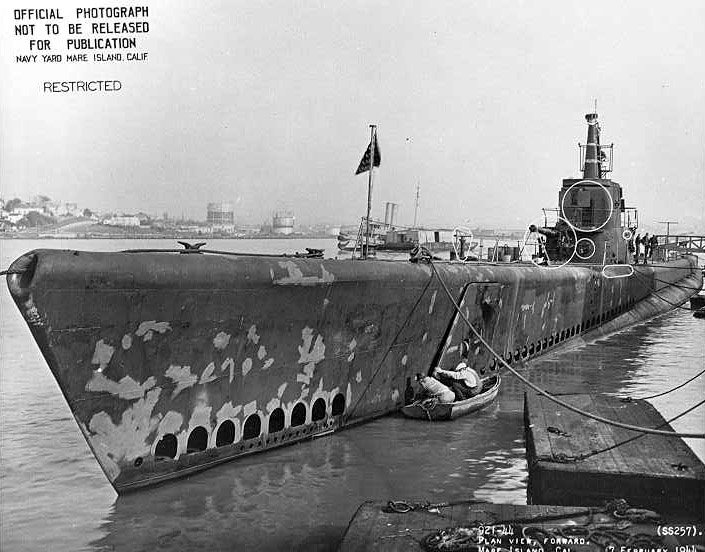
Il sommergibile Harder affondato dai giapponesi
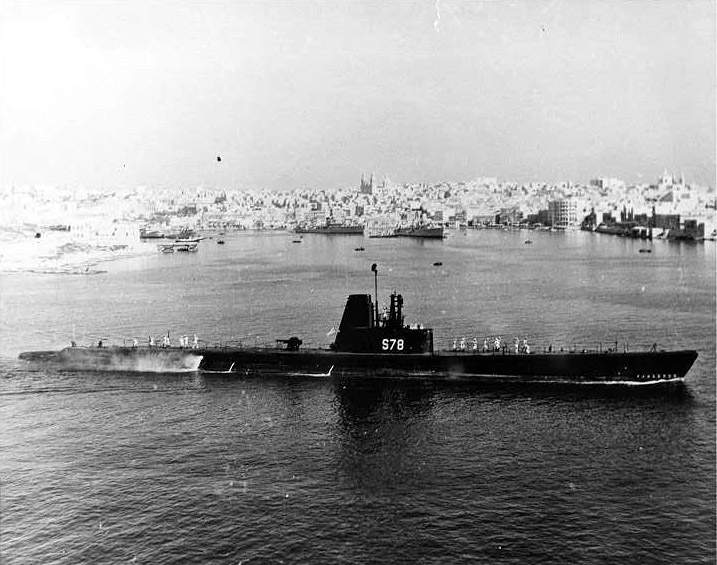
Il sommergibile greco Poseidon ex USS Lapon (SS-260)

### Unità della Marina Militare
Nel dopoguerra, essendo venute meno le clausole del trattato di pace che proibivano all'Italia di possedere sommergibili e con l'entrata dell'Italia nella NATO, la US Navy cedette alla Marina Militare, nell'ambito del Mutual Defense Assistance Program due sommergibili di questa classe già messi in riserva: USS Dace e USS Barb che vennero ribattezzati rispettivamente Leonardo da Vinci ed Enrico Tazzoli, nomi di sommergibili della Regia Marina che si erano particolarmente distinti durante la seconda guerra mondiale. Il sommergibile Barb, prima che nel dopoguerra entrasse a far parte della Marina Militare Italiana con il nome Tazzoli deteneva il record del naviglio giapponese affondato.
Le due unità che costituirono la Classe Tazzoli segnarono insieme ai recuperati sommergibili Giada e Vortice, sopravvissuti al conflitto, la rinascita della forza subacquea della Marina Militare.

Il sommergibile Leonardo Da Vinci con l'equipaggio schierato

Il 1º novembre 1952 venne costituito MARICOSOM e rendendosi conto che un nucleo costituito solamente da Vortice e Giada non poteva essere numericamente ed operativamente sufficiente per gli impegni che l'Italia era chiamata ad assolvere in ambito NATO ed oltre ai problemi di carattere finanziario e poiché la ricostruzione del Bario avrebbe richiesto tempo ed altro ancora ne sarebbe occorso per permettere all'industria cantieristica nazionale di realizzare nuovi battelli.
Gli Stati Uniti durante il conflitto avevano messo in atto uno sforzo bellico industriale tale che al termine delle ostilità la US Navy si ritrovò con numerose unità navali, tra le quali molti battelli, in posizione di riserva per motivi di esubero e la decisione delle autorità militari americane di intraprendere la strada della propulsione nucleare ne accrebbe ulteriormente la disponibilità, coinvolgendo anche classi di sommergibili costruiti nel dopoguerra, che per le esigenze americane erano ormai operativamente superati, ma per le nazioni aderenti al Patto Atlantico erano considerati molto convenienti e l'Italia non si lasciò sfuggire l'opportunità.
La Marina Militare fece così ricorso ai battelli statunitensi messi in riserva ed i due ceduti all'Italia furono gli unici battelli della Classe Gato ad essere stati ammodernati agli standard GUPPY IB. I lavori di ammodernamento portarono alle eliminazioni di molte appendici dello scafo per renderlo maggiormente idrodinamico, il potenziamento dell'apparato propulsivo con motori termici e batterie di accumulatori, l'eliminazione del cannone da 5” e delle mitragliere, la modifica del profilo prodiero e della falsa torre, ampliata in modo da racchiudere completamente tutte le attrezzature, la sostituzione dell'apparato radar, dello snorkel e della centralina di lancio.
I due battelli entrarono a far parte nella Marina Militare con prestito quinquennale, che venne rinnovato più volte fino alla cessazione del servizio; non molto idonei per le esigenze operative del Mediterraneo, furono prevalentemente utilizzati per l'addestramento della squadra navale e della componente ad ala fissa nella lotta antisommergibile e segnarono insieme ai recuperati Giada e Vortice la rinascita della forza subacquea della Marina Militare Italiana.